# Vió
Vió (Vio en aragonés) es una localidad del municipio español de Fanlo, en el Sobrarbe, provincia de Huesca, Aragón.

## Geografía
Vió se encuentra en el valle de nombre homónimo, a los 1211 m s. n. m..

## Toponimia
Hay varias teorías sobre su origen, la primera explica que puede provenir del vasco Vivitano, la segunda dice que puede provenir del latín VICUS, que significa población o barrio.

## Lugares de interés

### Iglesia de San Vicente
Iglesia románica de principios del siglo XII. Está compuesta por una nave cubierta por una bóveda de cuarto cañón y un ábside con decoración lombarda. En el exterior de la ventana lateral del ábside cuenta con la fecha 1593, año en el que se realizaron importantes reformas en la iglesia, como el añadido de la torre. La nave estuvo decorada con pinturas murales del siglo XIII.

### Ermita de San Úrbez
Ermita de época indeterminada, construida en la obertura hacia el oeste de un barranco al que se accede por medio de una escalinata.

## Fiestas locales
- 8 de septiembre, Fiesta Mayor, en honor a la Virgen de septiembre.
- 15 de diciembre, romería en la ermita de San Úrbez.[6]

## Demografía
| Gráfica de evolución de Vió entre 2000 y 2020                       |
|                                                                     |
| Datos obtenidos por la Población de derecho del INE. Década actual. |